# 24 décembre 1910
Le samedi 24 décembre 1910 est le 358e jour de l'année 1910.

## Naissances
- Ellen Braumüller (morte le 10 août 1991), athlète allemande
- Fritz Leiber (mort le 5 septembre 1992), écrivain américain
- Hazel Hayes (morte le 1 novembre 1974), actrice et chanteuse américaine
- Ievgueni Savitskiy (mort le 6 avril 1990), aviateur soviétique
- Max Miedinger (mort le 8 mars 1980), artiste suisse
- Stillman Drake (mort le 6 octobre 1993), historien des sciences canadien
- William Hayward Pickering (mort le 15 mars 2004), ingénieur d'origine néo-zélandaise

## Décès
- Fernand Monier de La Sizeranne (né le 9 février 1835), comte, député de la Drôme, numismate
- Siegmund L’Allemand (né le 8 mars 1840), peintre autrichien